# Клокачёвы
Клокачевы (Клокачовы) — русский дворянский род, происходящий, по сказаниям старинных родословцев от Александра Клокоцкого, выехавшего из Польши к великому князю Василию Васильевичу Тёмному.
Клокачевы Яков и Горяин Васильевичи, великолуцкие городовые дворяне, записаны в «тысячной» книге лучших дворян и детей боярских (1550). Макар Иванович Клокачев воевода в Васильгороде (1570), в Лаюсе (1578).
Андрей Иванович Клокачев наместник в Волоколамске (1558), а его брат Макарий (1578) — полковой и осадный воевода.
При подаче документов 26 марта 1686 года, для внесения рода в Бархатную книгу, была предоставлена родословная роспись Клокачевых, семь указных царских грамот (1570—1673), доходный список (1587) на взимание кормов и пошлин в г. Рославль, а также жалованная грамота (1620) на вотчины: деревни Антоново, Наумово, Гридинское с пустошами в Шаховской волости Ярославского уезда.
Род Клокачевых был внесён в VI часть родословной книги Новгородской, Псковской и Тверской губерний Российской империи.

## Описание герба
В лазуревом щите серебряная перевязь влево, обремененная тремя червлеными розами. Щит увенчан дворянскими шлемом и короною. Нашлемник: между двумя лазуревыми буйволовыми рогами три червленые розы в столб. Намет лазуревый с серебром.

## Известные представители
- Клокачев Дмитрий Фёдорович — воевода в Мангазее (1631—1632) (ум. 1642), московский дворянин, по царской грамоте (1631) с него не взимались денег с поместий и вотчин в период его воеводства в Мангазее.
- Клокачов Тимофей Дмитриевич — стряпчий (1636—1668), московский дворянин (1671), воевода в Батурине (1667—1668), на Таре (1673—1674), объявлял служилым и жилецким людям о рождении царевны Наталии (1673).
- Клокачев Ермолай (Ермола) Дмитриевич — воевода в Устюге-Великом (1654), в Пскове (1659—1661).
- Клокачов Фёдор Тимофеевич — стряпчий (1676), стольник (1678—1686).
- Клокачев Степан Тимофеевич — стольник (1680—1692), Санкт-Петербургский вице-губернатор, подписал смертный приговор царевичу Алексею Петровичу.
- Клокачовы: Степан, Иван и Григорий Тимофеевичи — стольники (1680—1692)[3][4][1].